# Карпово-Крепенское
Карпово-Крепенское (укр. Карпове-Кріпенське) — село, относится к Свердловскому району Луганской области Украины. Под контролем самопровозглашённой Луганской Народной Республики.

## География
Соседние населённые пункты: город Свердловск, посёлки Калининский на севере, Хмельницкий на северо-востоке, Бирюково и Братское на востоке, Должанское на юго-востоке, сёла Дарьино-Ермаковка и Астахово на юге, Зеленополье, Верхнетузлово, Новоборовицы и Любимое на юго-западе, Берёзовка и посёлки Иващенко и Нагольно-Тарасовка на северо-западе.

## Население
Население по переписи 2001 года составляло 992 человека.

## Общие сведения
Почтовый индекс — 94868. Телефонный код — 6434. Занимает площадь 90 км². Код КОАТУУ — 4424283303.

## Местный совет
94866, Луганская обл., Свердловский сельсовет, с. Дарьино-Ермаковка, ул. Советская, 11